# شيمونوسيكي (ياماغوتشي)
مدينة شيمونوسيكي (بالإنجليزية: Shimonoseki)‏ هي أحد المدن التابعة لمحافظة ياماغوتشي. تأسست رسميًا في 13/02/2005. ويقدر عدد سكانها بـ 286073 نسمة حسب تقدير مكتب الإحصاء الياباني لعام 2012. تبلغ مساحة شيمونوسيكي 716.06 كم2. بكثافة سكانية تبلغ 400 نسمة/كم2.

## المناخ
يظهر الجدول التالي التغييرات المناخية على مدار السنة لشيمونوسيكي:
| البيانات المناخية لـشيمونوسيكي    | البيانات المناخية لـشيمونوسيكي | البيانات المناخية لـشيمونوسيكي | البيانات المناخية لـشيمونوسيكي | البيانات المناخية لـشيمونوسيكي | البيانات المناخية لـشيمونوسيكي | البيانات المناخية لـشيمونوسيكي | البيانات المناخية لـشيمونوسيكي | البيانات المناخية لـشيمونوسيكي | البيانات المناخية لـشيمونوسيكي | البيانات المناخية لـشيمونوسيكي | البيانات المناخية لـشيمونوسيكي | البيانات المناخية لـشيمونوسيكي | البيانات المناخية لـشيمونوسيكي |
| الشهر                             | يناير                          | فبراير                         | مارس                           | أبريل                          | مايو                           | يونيو                          | يوليو                          | أغسطس                          | سبتمبر                         | أكتوبر                         | نوفمبر                         | ديسمبر                         | المعدل السنوي                  |
| --------------------------------- | ------------------------------ | ------------------------------ | ------------------------------ | ------------------------------ | ------------------------------ | ------------------------------ | ------------------------------ | ------------------------------ | ------------------------------ | ------------------------------ | ------------------------------ | ------------------------------ | ------------------------------ |
| متوسط درجة الحرارة الكبرى °م (°ف) | 8.5 (47.3)                     | 9.0 (48.2)                     | 12.3 (54.1)                    | 17.4 (63.3)                    | 21.5 (70.7)                    | 24.7 (76.5)                    | 28.8 (83.8)                    | 30.3 (86.5)                    | 26.8 (80.2)                    | 21.8 (71.2)                    | 16.6 (61.9)                    | 11.4 (52.5)                    | 19.1 (66.4)                    |
| المتوسط اليومي °م (°ف)            | 5.8 (42.4)                     | 6.0 (42.8)                     | 8.9 (48.0)                     | 13.7 (56.7)                    | 17.8 (64.0)                    | 21.3 (70.3)                    | 25.6 (78.1)                    | 27.0 (80.6)                    | 23.5 (74.3)                    | 18.3 (64.9)                    | 13.3 (55.9)                    | 8.5 (47.3)                     | 15.8 (60.4)                    |
| متوسط درجة الحرارة الصغرى °م (°ف) | 3.4 (38.1)                     | 3.5 (38.3)                     | 5.9 (42.6)                     | 10.6 (51.1)                    | 14.8 (58.6)                    | 18.7 (65.7)                    | 23.3 (73.9)                    | 24.6 (76.3)                    | 20.8 (69.4)                    | 15.4 (59.7)                    | 10.5 (50.9)                    | 5.9 (42.6)                     | 13.1 (55.6)                    |
| الهطول مم (إنش)                   | 73.5 (2.89)                    | 76.8 (3.02)                    | 108.5 (4.27)                   | 158.4 (6.24)                   | 161.3 (6.35)                   | 278.5 (10.96)                  | 264.2 (10.40)                  | 126.8 (4.99)                   | 179.7 (7.07)                   | 95.1 (3.74)                    | 78.7 (3.10)                    | 58.2 (2.29)                    | 1٬659٫7 (65.32)                |
| متوسط تساقط الثلوج سم (إنش)       | 5 (2.0)                        | 5 (2.0)                        | 1 (0.4)                        | 0 (0)                          | 0 (0)                          | 0 (0)                          | 0 (0)                          | 0 (0)                          | 0 (0)                          | 0 (0)                          | 0 (0)                          | 1 (0.4)                        | 12 (4.8)                       |
| متوسط الرطوبة النسبية (%)         | 65                             | 66                             | 68                             | 73                             | 75                             | 80                             | 82                             | 78                             | 76                             | 70                             | 69                             | 66                             | 72                             |
| ساعات سطوع الشمس الشهرية          | 89.7                           | 106.1                          | 165.9                          | 176.0                          | 200.7                          | 159.0                          | 183.0                          | 213.2                          | 164.4                          | 177.6                          | 132.2                          | 100.0                          | 1٬867٫8                        |
| المصدر: NOAA (1961-1990)          |                                |                                |                                |                                |                                |                                |                                |                                |                                |                                |                                |                                |                                |

## توأمة
لشيمونوسيكي (ياماغوتشي) اتفاقيات توأمة مع كل من:
- جدة
- إسطنبول
- بوسان

## أعلام
- تورو مياموتو
- توشيهيرو ناغوشي
- كينتو هوري
- غينكي ناكاياما
- فوميكو هاياشي